# 선가희
선가희(宣佳喜, 2000년 10월 7일~2022년 3월 4일)는 대한민국의 농구 선수로 현역 시절 포지션은 스몰 포워드이다. 고등학교 3학년 때 대한민국 청소년 국가대표로 활약했으며, 2019년 드래프트 전체 7순위로 청주 KB 스타즈에 입단하였다. 
청주 KB 스타즈 선수들 중에서도 농구에 열정을 보이며 성실하게 훈련과 경기에 임하는 촉망받는 유망주로 주목 받았다. 2022년 2월에 갑작스럽게 뇌출혈 증상을 일으켜 급히 수술을 받았으나 회복하지 못하고 3월 4일 21세의 나이로 사망했다.

## 국가대표팀 경력
- 2018년 FIBA U-18 아시아 여자 선수권 대회 4위
- 2019년 FIBA U-19 농구 월드컵 9위